# 苄基叠氮化物
苄基叠氮化物是一种有机叠氮化物，化学式为C7H7N3。它可由卤化苄（如溴化苄）和叠氮化钠的反应制得。它和苯乙炔在石墨炔负载的氧化亚铜的催化下反应，可以得到4-苯基-1-苄基-1,2,3-三唑；而在咪唑铜(II)催化下，得到5-苯基-1-苄基-1,2,3-三唑。